# Максимилиан Хайнрих (Вид-Рункел)
Максимилиан Хайнрих фон Вид-Рункел (на немски: Maximilian Heinrich von Wied-Runkel; * 1 май 1681, † 19 декември 1706 в Щутгарт) е граф на Вид-Рункел (1699 – 1706).

## Биография
Той е син на граф Георг Херман Райнхард фон Вид (1640 – 1690) и втората му съпруга графиня Йохана Елизабет фон Лайнинген-Вестербург (1659 – 1708), дъщеря на граф Георг Вилхелм фон Лайнинген-Вестербург (1619 – 1695) и графиня София Елизабет фон Липе-Детмолд (1626 – 1688), дъщеря на граф Симон VII фон Липе-Детмолд (1587 – 1627). Внук е на граф Фридрих III фон Вид „Стари“ (1618 – 1698) и графиня Юлиана фон Лайнинген-Вестербург (1616 – 1657).
Максимилиан Хайнрих последва като граф дядо си и по-големия си брат Йохан Фридрих Вилхелм фон Вид-Рункел (* 30 март 1680; † 30 септември 1699). По-голям брат е на Карл, граф фон Вид (* 21 октомври 1684; † 21 юни 1764), женен на 8 февруари 1707 г. в Шаумбург за графиня Шарлота Албертина фон Липе-Детмолд (* 14 октомври 1674; † 13 юли 1740), дъщеря на граф Симон Хайнрих фон Липе-Детмолд (1649 – 1697), по-голяма сестра на неговата съпруга.
Той е убит в дуел на 19 декември 1706 г. в Щутгарт. Наследен е от синът му Йохан Лудвиг Адолф фон Вид-Рункел († 1762).

## Фамилия
Максимилиан Хайнрих се жени на 29 август 1704 г. в Детмолд за графиня София Флорентина фон Липе-Детмолд (* 8 септември 1683; † 24 април 1758, Алтенкирхен/Вестервалд), дъщеря на граф Симон Хайнрих фон Липе-Детмолд (1649 – 1697). Те имат двама сина:
- Йохан Лудвиг Адолф фон Вид-Рункел (* 30 май 1705; † 18 май 1762), женен I. 1726 г. за Христиана Луиза фон Източна Фризия (1710 – 1732), наследнчка на Крихинген; II. 1733 г. за Амалия Луиза фон Сайн-Витгенщайн-Сайн (1702 – 1737), дъщеря на граф Карл Лудвиг Албрехт фон Сайн-Витгенщайн-Ноймаген
- Карл Вилхелм Александер Емил (* 19 юни 1706; † ноември 1771), граф на Вид